# Aung Tin
Aung Tin (တင်အောင်; 8 maggio 1947) è un ex calciatore birmano, di ruolo portiere.

## Carriera

### Club
Ha giocato con il Burma Army

### Nazionale
Nel 1968 partecipa alla Coppa d'Asia.
Nel 1972 viene convocato dalla nazionale olimpica.